# Vizantea-Livezi
Vizantea-Livezi é uma comuna romena localizada no distrito de Vrancea, na região de Moldávia. A comuna possui uma área de 77.28 km² e sua população era de 4145 habitantes segundo o censo de 2007.